# Magical Mystery Tour (альбом)
Magical Mystery Tour (с англ. — «Волшебное таинственное путешествие») — девятый студийный альбом группы The Beatles. Записан в студиях Abbey Road Studios и Olympic Sound в 1967 году в период с 25 апреля по 7 ноября. Альбом по праву можно считать пиком психоделики в творчестве The Beatles. Включает шесть композиций, и часто классифицируется не как полноформатный альбом (LP), а как «двойной мини-альбом» (double EP).

## Запись альбома
Песни, попавшие на британскую версию альбома, использовались в фильме «Волшебное таинственное путешествие». Песни со второй стороны записывались группой в течение 1967 года для синглов и в фильме не использовались. Исключение — песня «Hello, Goodbye», которая представляла окончание фильма и звучал только финальный припев песни.

## Список композиций
В Великобритании альбом был выпущен в виде двойного мини-альбома, состоящего из шести треков. Американская же версия состояла из 11 композиций и представляла собой долгоиграющую пластинку. В Великобритании аналогичный альбом выпустили лишь в 1976 году. Эта же версия выпускается на современных CD.

### Британское издание

#### Сторона 1

##### «Magical Mystery Tour»
- Перевод: «Волшебное таинственное путешествие»
- Авторы — Леннон-Маккартни
- Длительность — 2:51
- Записана: 25 апреля—3 мая 1967
- Вокал — Пол Маккартни, Джон Леннон, Джордж Харрисон

Текст песни передаёт краткое содержание одноимённого фильма. «Таинственные путешествия» (особый вид экскурсий) были очень популярны в Великобритании, когда The Beatles только начинали выступать. Леннон и Маккартни сделали такое путешествие волшебным, чтобы песня и фильм стали «чуточку более сюрреалистическими, чем реальность».

##### «Your Mother Should Know»
- Перевод: «Твоя мать должна знать»
- Авторы — Леннон-Маккартни
- Длительность — 2:29
- Записана: 22 августа 1967
- Вокал — Пол Маккартни

По словам Маккартни, он написал данную песню просто как музыкальный номер для фильма «Волшебное загадочное путешествие». В фильме песня звучит в финальном эпизоде, где участники группы спускаются с большой лестницы в белых смокингах.

#### Сторона 2

##### «I Am the Walrus»
- Перевод: «Я морж»
- Авторы — Леннон-Маккартни
- Длительность — 4:32
- Записана: 5 сентября 1967
- Вокал — Джон Леннон

Леннон составил авангардистскую песню, объединив три песни, над которыми он работал. Когда он узнал, что преподаватель в его старой школе заставлял школьников анализировать лирику The Beatles, он добавил строфу бессмыслицы. Морж имеет отношение к моржу из стихотворения Льюиса Кэрролла «Морж и Плотник» («The Walrus and the Carpenter») из книги «Алиса в Стране Чудес». Леннон выражает беспокойство, что морж был злодеем в поэме.

#### Сторона 3

##### «The Fool on the Hill»
- Перевод: «Дурак на холме»
- Авторы — Леннон-Маккартни
- Длительность — 2:56
- Записана: 25 сентября 1967
- Вокал — Пол Маккартни

По утверждению Маккартни, прототипом главного героя песни был Махариши Махеш Йоги:

«Дурака на холме» сочинял я и писал эту песню, как считаю и сейчас, о ком-то вроде Махариши. Клеветники называли его дураком. Из-за его хихиканья его не воспринимали полностью всерьёз… Я однажды сидел за фортепьяно в ливерпульском доме моего отца и играл аккорд D6, и вдруг сочинил «Дурака на холме».
Оригинальный текст (англ.)«Fool on the Hill» was mine and I think I was writing about someone like Maharishi. His detractors called him a fool. Because of his giggle he wasn't taken too seriously ... I was sitting at the piano at my father's house in Liverpool hitting a D 6th chord, and I made up «Fool on the Hill».

##### «Flying»
- Перевод: «Полёт»
- Авторы — Харрисон/Леннон/Маккартни/Старки
- Длительность — 2:17
- Записана: 8, 28 сентября 1967

Песня является второй исключительно инструментальной композицией группы (после «12-Bar Original» 1965 года) и первой изданной, чьё авторство приписано одновременно всем членам группы (как «Harrison/Lennon-McCartney/Starkey»
По словам Пола Маккартни:

«Flying» — это инструментальная композиция, которая была нужна нам для фильма «Волшебное таинственное путешествие». Как-то ночью в студии я предложил ребятам сделать нечто подобное. Я сказал: «Мы можем сделать что-то совсем простое, просто двенадцатитактовый блюз. Нам нужна небольшая тема и совсем немного фона». Я написал мелодию. Единственная вещь, необходимая, чтобы сделать это песней, — это мелодия, без этого это было бы лишь какой-то двенадцатитактовой штучкой. Её сыграли на меллотроне, используя настройки тромбона. Её приписали всем нам четырём, как и следовало поступить с не-песней.
Оригинальный текст (англ.)Flying was an instrumental that we needed for Magical Mystery Tour so in the studio one night I suggested to the guys that we made something up. I said, 'We can keep it very very simple, we can make it a twelve-bar blues. We need a little bit of a theme and a little bit of a backing.' I wrote the melody. The only thing to warrant it as a song is basically the melody, otherwise it's just a nice twelve-bar backing thing. It's played on the Mellotron, on a trombone setting. It's credited to all four, which is how you would credit a non-song.

#### Сторона 4

##### «Blue Jay Way»
- Автор — Джордж Харрисон
- Длительность — 3:55
- Записана: 6-7 Сентября, 6 Октября 1967
- Вокал — Джордж Харрисон

Название песни позаимствовано у одной из улиц в районе Голливудских Холмов. Улица расположена так высоко, что с неё открывается вид на большую часть Лос-Анджелеса и Голливуда. Песня была написана в доме, арендованном им и его женой Патти, во время ожидания пресс-атташе Битлз Дерека Тейлора.

### Американская версия

CD альбома. В конце списка вместо «Magical Mystery Tour mini-documentary» лейблы 2009 года по ошибке написали «Let It Be mini-documentary».

| №  | Название                                   | Вокал                         | Длительность |
| -- | ------------------------------------------ | ----------------------------- | ------------ |
| 1. | «Magical Mystery Tour»                     | Маккартни, Леннон, Харрисон   | 2:51         |
| 2. | «The Fool on the Hill»                     | Пол Маккартни                 | 2:56         |
| 3. | «Flying» (Леннон-Маккартни-Харрисон-Старр) | (Инструментальная композиция) | 2:17         |
| 4. | «Blue Jay Way» (Джордж Харрисон)           | Джордж Харрисон               | 3:55         |
| 5. | «Your Mother Should Know»                  | Пол Маккартни                 | 2:29         |
| 6. | «I Am the Walrus»                          | Джон Леннон                   | 4:32         |

| №  | Название                    | Вокал                       | Длительность |
| -- | --------------------------- | --------------------------- | ------------ |
| 1. | «Hello Goodbye»             | Пол Маккартни               | 3:27         |
| 2. | «Strawberry Fields Forever» | Джон Леннон                 | 4:10         |
| 3. | «Penny Lane»                | Пол Маккартни               | 3:03         |
| 4. | «Baby, You’re a Rich Man»   | Маккартни, Леннон, Харрисон | 3:03         |
| 5. | «All You Need Is Love»      | Маккартни, Леннон, Харрисон | 3:44         |